# Roc’h Trévezel
Der Roc’h Trévezel ist mit 384 m die zweithöchste Erhebung der Bretagne. Er gehört wie der ein Meter höhere Roc’h Ruz zum Höhenzug der Monts d’Arrée.
Auf seinem Gipfel bietet sich neben sehenswerten Gesteinsformationen (Granit) ein weiter Rundblick über das Département Finistère – im Norden fast bis zur Küste hinter Morlaix, im Südwesten sieht man den Ménez-Hom und im Südosten blickt man auf das Waldland um Huelgoat.
Trotz der relativ geringen Höhe gedeihen auf dem Roc’h Trévezel wegen der salzwasserhaltigen Winde von der Küste nur einige genügsame Gräser, Heide und Ginster.
Daneben ist der Roc’h Trévezel die höchste Erhebung der Paris–Brest–Paris (Brevet) Fahrradveranstaltung.

## Weblinks

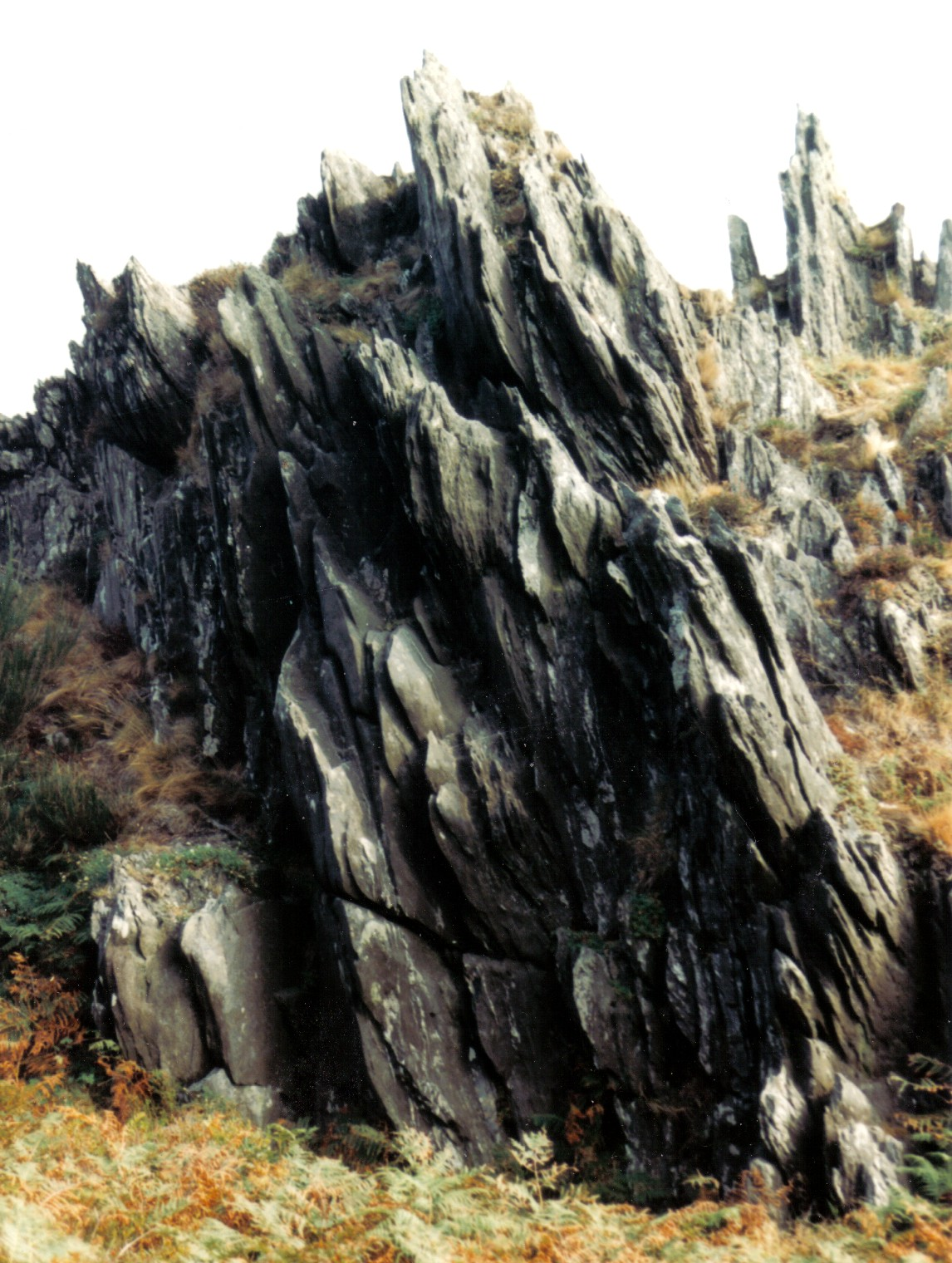
Gipfeldetail